# Stade Roberto Martínez Ávila
L'Estadio Roberto Martínez Ávila est un stade de football situé à Siguatepeque au Honduras.